# Pape Matar Sarr
Pape Matar Sarr (Thiaroye, 14 de setembro de 2002) é um futebolista senegalês que atua como meio-campista. Atualmente, defende o Tottenham Hotspur e a Seleção Senegalesa.

## Carreira

### Início
Nascido em Thiaroye, uma histórica e importante cidade de Senegal, Pape Matar Sarr iniciou sua trajetória esportiva com cinco anos de idade sob a tutela de seu tio paterno, Papa Sambou Sarr, Maia conhecido pelo apelido "Go" Sarr. Quando mais novo, Pape destacava-se por fazer muitos gols e antes de fazê-los, executar jogadas de efeito. Quando treinava em um campo de sua cidade aos nove anos, seu destaque com a bola foi notado por um recrutador belga que queria leva-lo ao Manchester City, que estava com uma proposta de 60 milhões de francos CFA ocidentais (equivalente a 90 mil euros na cotação atual).

### Génération Foot
Treinado também por um familiar, seu tio paterno Ibnou Sarr, adentrou no ASC Walidane, de Thiès, onde ficou quase dois anos antes migrar para Génération Foot em 2016, que é considerado um dos principais formadores de atletas do país. Ao entrar no clube, retomou os estudos que havia abandonado no quinto ano para dedicar-se somente ao futebol, devido a uma cláusula contratual que constava em seu contrato. No Génération fez sua estreia profissional com apenas 15 anos e foi campeão da Taça Senegal em 2018.

### Metz

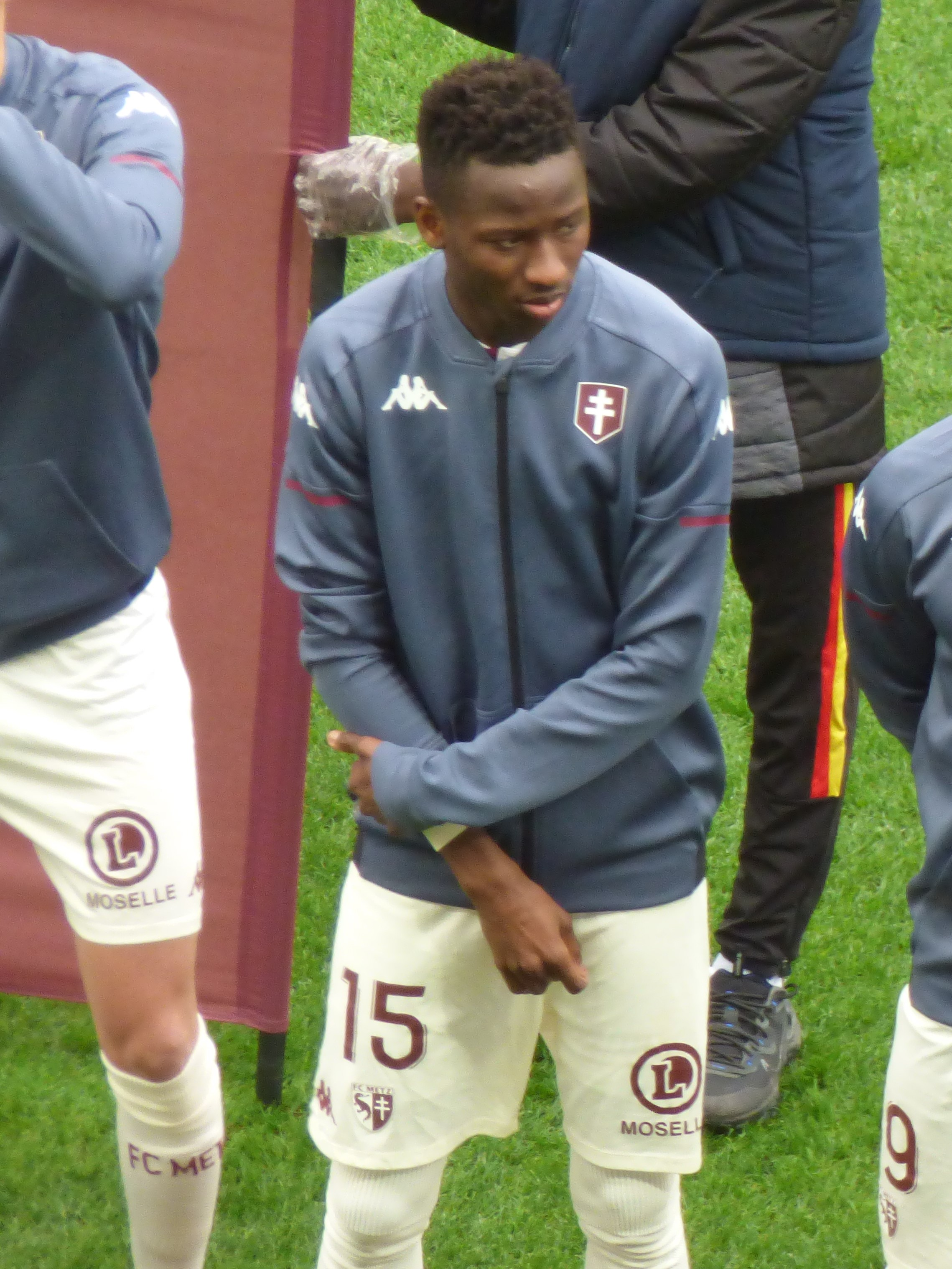
Sarr em 2021 antes de uma partida contra o

Permaneceu no clube senegalês até 2020, quando foi anunciado pelo Metz em 15 de setembro, assinando por cinco anos até junho de 2025.
Sarr foi inicialmente integrado ao time secundário do Metz para disputar em Championnat National 2, mas disputou apenas uma partida pelo time antes de ser chamado para o time principal antes da Pandemia de COVID-19. Fez sua estreia pelo clube em 29 de novembro de 2020, contra o Brest. Em 31 de janeiro de 2021, Sarr marcou seu primeiro gol pelo clube na boa vitória por 4–2, sobre o Brest em jogo da 21ª rodada da Ligue 1. Disputou 25 partidas e fez quatro gols na temporada.

### Tottenham Hotspur
Após o destaque no Metz, Sarr despertou o interesse de clubes ingleses como o Tottenham, Manchester City, Manchester United e Chelsea. Os Spurs conseguiram acertar sua contratação que foi anunciada em 27 de agosto de 2021, por um valor superior a 20 milhões de euros. Com este valor, tornou-se a transferência mais cara da história do Metz, superando a do compatriota Ismaïla Sarr em 2018 para o Stade Rennais por 17 milhões de euros. Antes de estrear pelo clube de Londres, foi emprestado ao Metz até o fim da temporada 2021–22. Em julho de 2022, Pape foi eleito o melhor jogador jovem do ano pela CAF.
Apesar de disponível em 2022, Pape  só foi estrear pelos Spurs em 1 de janeiro de 2023 na derrota por 2–0 para o Aston Villa na 18ª rodada da Premier League, entrando aos 80 minutos do segundo tempo no lugar de Yves Bissouma. Desde sua estreia, atuou regularmente pelo Tottenham e disputou 14 partidas na temporada com uma assistência, na vitória por 4–1 sobre o rebaixado Leeds United para o último gol feito por Lucas Moura. Sua estreia como titular foi no North London Derby, onde os Spurs foram superados por 2–0 em 15 de janeiro de 2023 no jogo da 20ª rodada.

## Seleção Senegalesa

### Sub-17
Pape obteve sua primeira convocação à seleção de base em 2019, após o então técnico da categoria Aly Male gostar de seu futebol durante um amistoso do Sub-17 com o então clube que representava na época, o ASC Walidane. Disputou o Mundial Sub-17 de 2019 no Brasil, onde ajudou os Leões a chegarem nas quartas de final.

### Sub-20
Pelo Sub-20, sua primeira competição foi a segunda edição da UFOA, disputada em Guiné no final entre novembro e dezembro de 2019. Além de campeão do torneio ao bater Mali na final de 2–0 (onde fez um dos gols), foi artilheiro de sua seleção com três gols. Também foi convocado para disputar a Taça das Nações Árabes de 2020, onde destacou-se com três gols feitos além do título sobre a Tunísia na final por 1–0: fez dois na vitória sobre o Sudão (3–1) na fase de grupo e e mais um nas quartas,  (3–0) contra a Líbia. Na semifinal contra o Egito, converteu uma das cobranças na vitória nas penalidades (6–5) após difícil jogo que terminou sem gols no tempo regulamentar.

### Principal

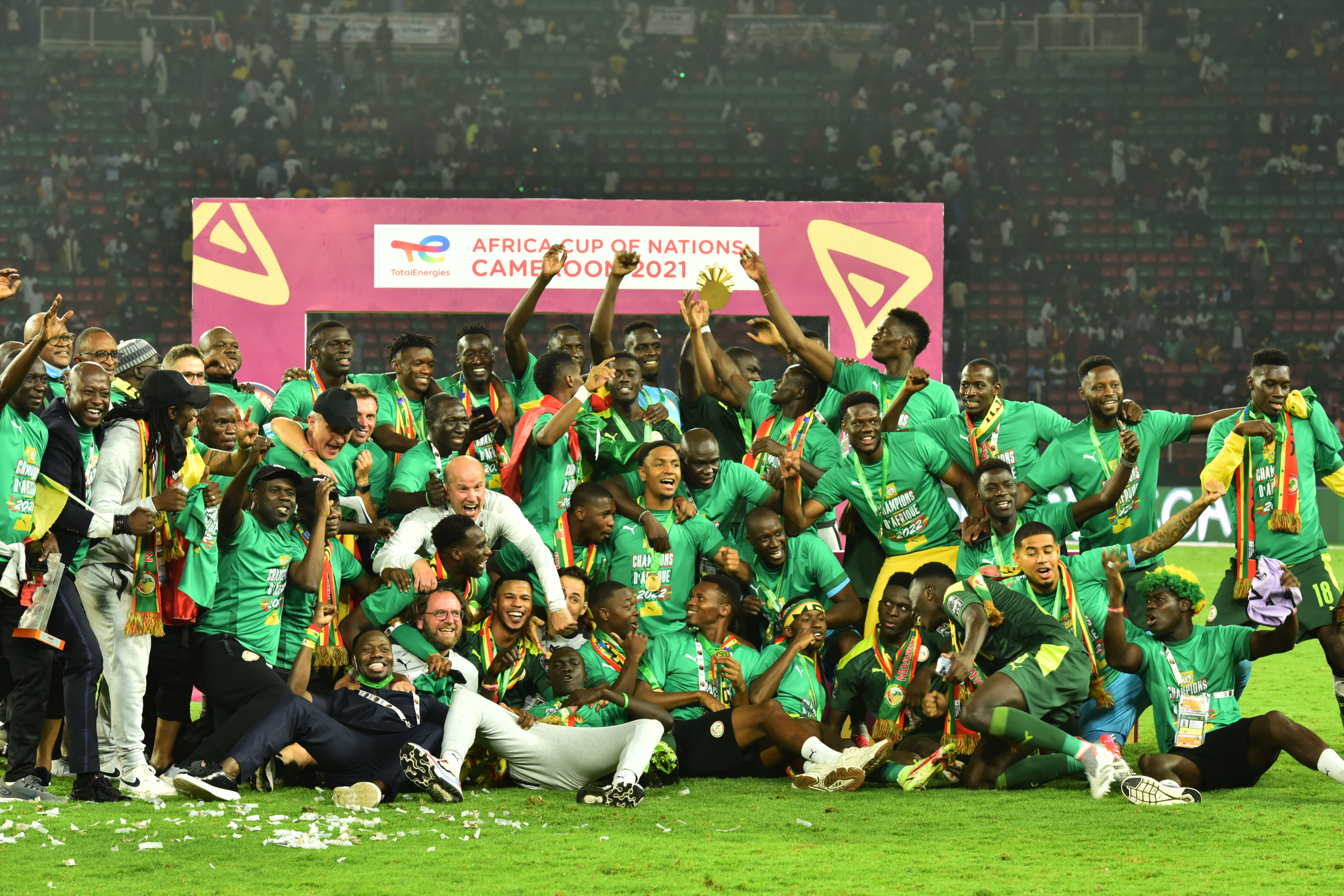
Sarr comemorando com elenco de Senegal o título do Campeonato Africano de 2021

Sarr fez sua estreia pela Seleção principal dos Leões em 26 março de 2021, em partida válida pelas eliminatórias do Campeonato Africano das Nações de 2021 contra o Congo, que terminou sem gols. Convocado para disputar a Campeonato Africano das Nações de 2021 em 2022, sagrou-se campeão com Senegal ao bater o Egito na final. Pela conquista, foi concedido assim como toda equipe com a Ordem Nacional do Leão pelo então presidente do país Macky Sall.
Também integrou o elenco da Senegalês na Copa do Mundo de 2022, no Catar. Pape atuou em duas partidas do torneio, as duas entrando no decorrer.
Em dezembro de 2023, foi um dos 27 selecionados por Aliou Cissé para Campeonato Africano das Nações de 2023, disputado em 2024.

## Estilo de jogo
Suas características destacadas são sua polivalência no meio-campo, bom passe e boas roubadas de bola.

## Vida pessoal
Pape vem de uma família ligada ao futebol. Seu Sidate Sarr é um treinador e ex-futebolista que atuou na Seleção Senegalesa; seus tios paternos Go e Ibnou Sarr são treinadores e treinaram-o na juventude, alme de Go também ser professor de educação física; outro tio seu, Badara Sarr, é um ex-treinador; seu primo Sidy Sarr, também é um futebolista. Pape tem como seu maior modelo o compatriota Sadio Mané, considerado o maior jogador da história do país e um dos principais do continente africano.

## Títulos

### Génération Foot
- Taça de Senegal: 2018

### Tottenham
- Liga Europa da UEFA: 2024–25[23]

### Senegal
- Campeonato Africano das Nações: 2021

### Prêmios individuais
- Jogador jovem do ano da CAF: 2022
- Ordem Nacional do Leão: 2022